# Copa dos Campeões Europeus da FIBA de 1958–59
A Temporada da Copa dos Campeões Europeus 1958-59 foi a segunda edição da competição continental européia vencida novamente pelo ASK Riga sobre o Akademik Sofia.

## Primeira Fase
| Equipe 1          | Total   | Equipe 2         | 1.º jogo | 2.º jogo |
| ----------------- | ------- | ---------------- | -------- | -------- |
| Stars Charleville | 140–67  | FC Barreirense   | 77–40    | 63–27    |
| Sparta Bertrange  | 0–4*    | Lech Poznań      | 0-2      | 0-2      |
| Engelmann         | 125–188 | Spartak ZJŠ Brno | 69-92    | 56-96    |
| Steaua Bucureşti  | 147–124 | Wissenschaft     | 81-59    | 66-65    |
| Honvéd            | 4–0*    | Sundbyberg       | 2-0      | 2-0      |
| Urania Geneva     | 104–134 | Real Madrid      | 58-63    | 46-71    |

*Sparta Bertrange e Sundbyberg desistiram antes de competir por problemas financeiros, então Lech Poznań e Honvéd receberam o resultado de 2-0 em ambos os jogos

## Oitavas de Finais
| Equipe 1          | Total   | Equipe 2          | 1.º jogo | 2.º jogo |
| ----------------- | ------- | ----------------- | -------- | -------- |
| AEK               | 129–209 | OKK Belgrade      | 78–84    | 53–125   |
| Pantterit         | 124–173 | Antwerpse         | 63–60    | 61–113   |
| Lech Poznań       | 155–148 | Spartak ZJŠ Brno  | 87-63    | 68-85    |
| Real Madrid       | 115–118 | Stars Charleville | 50-39    | 65-79    |
| Simmenthal Milano | –*      | Al-Gezira         | 72-47    | 0-2 (f)  |
| Akademik          | 147–108 | Maccabi Tel Aviv  | 69-50    | 78-58    |
| Honvéd            | 166–133 | Steaua Bucureşti  | 86-52    | 80-81    |

*Simmenthal Milano desistiu de disputar o segundo jogo, pois não aceitou disputar partida em quadra não coberta.
Automaticamente classificado para as quartas de finais
- ASK Riga (detentor do título)

## Quartas de finais
| Equipe 1          | Total   | Equipe 2     | 1.º jogo | 2.º jogo |
| ----------------- | ------- | ------------ | -------- | -------- |
| Antwerpse         | 141–194 | Lech Poznań  | 80–89    | 61–105   |
| ASK Riga          | 159–142 | Honvéd       | 79–54    | 80–88    |
| Stars Charleville | 149–160 | OKK Belgrade | 75–73    | 74–87    |
| Al-Gezira         | 65–71   | Akademik     | 65–69    | 0–2*     |

*O jogo de volta não foi disputado pelo Al-Gezira em virtude de problemas financeiros que inviabilizaram a viagem para a Bulgária. Sendo assim foi aplicado o resultado de 0-2 em favor do Academik.

## Semi finais
| Equipe 1     | Total   | Equipe 2 | 1.º jogo | 2.º jogo |
| ------------ | ------- | -------- | -------- | -------- |
| Lech Poznań  | 153–166 | ASK Riga | 84–76    | 69–90    |
| OKK Belgrade | 156–163 | Akademik | 79–69    | 77–94    |

## Finais
| Equipe 1 | Total   | Equipe 2 | 1.º jogo | 2.º jogo |
| -------- | ------- | -------- | -------- | -------- |
| ASK Riga | 148–125 | Akademik | 79–58    | 69–67    |

| Copa dos Campeões Europeus 1958-59 Campeões |
| ------------------------------------------- |
| ASK Riga 2º Título                          |

## Ligações Externas
- European Cup 1958–59
- 1958-59 FIBA European Champions Cup